# Давід Шнайдер (тенісист)
Давід Шнайдер (англ. David Schneider; нар. 17 травня 1955) — колишній південноафриканський тенісист.
Найвищу одиночну позицію світового рейтингу — 62 місце досяг 31 грудня 1978 року.
Найвищим досягненням на турнірах Великого шолома було 3 коло в парному розряді.

## Фінали Гран-прі за кар'єру

### Парний розряд: 2 (0–2)
| Результат | W-L | Дата     | Турнір            | Покриття | Партнер         | Суперники                  | Рахунок       |
| --------- | --- | -------- | ----------------- | -------- | --------------- | -------------------------- | ------------- |
| Поразка   | 0–1 | Кві 1981 | Йоганнесбург, ПАР | Тверде   | Шломо Глікштейн | Бернард Міттон Реймонд Мур | 5–7, 6–3, 1–6 |
| Поразка   | 0–2 | Сер 1981 | Саут-Орандж, США  | Ґрунт    | Шломо Глікштейн | Фріц Бунінг Ендрю Паттісон | 1–6, 4–6      |